# Al otro lado (film)
Al otro lado è un film messicano del 2004 diretto da Gustavo Loza.